# Agustín Sáenz Vázquez de Quintanilla y Sendín de Sotomayor
Agustín Sáenz Vázquez de Quintanilla y Sendín de Sotomayor (Madrid, España, febrero de 1631 - Cartago, Costa Rica, diciembre de 1675) fue un militar español, alcalde mayor de Chiapas de 1668 a 1673. 
Nació en Madrid, España, y fue bautizado en la parroquia de San Martín de esa ciudad en 1631. Sus padres fueron Francisco Sáenz-Vázquez de Quintanilla y Fajardo, escribano de la Real Casa del Tesoro (nacido en Madrid en 1598 y fallecido en esa ciudad en 1667), IIIer. titular del Mayorazgo de Sáenz-Vázquez, y Angela Sendín de Sotomayor y Almelda, quienes casaron en Madrid en 1619. Su familia paterna remontaba su origen a Lope Sáenz, que en el siglo XV era vecino del lugar de Quintanilla-Montecabezas en las montañas de Burgos. 
Casó en 1661 con Antonia Moreno Gil, con quien tuvo un hijo, Juan Francisco Sáenz Vázquez de Quintanilla y Moreno, quien fue capitán del ejército y encomendero de Atatolapa y Solotepeque y de parcialidades inclusas en los pueblos de Sacatepeque y Santiago Yatalón en Chiapas.
Estuvo al servicio del ejército español desde 1649 y participó en numerosas acciones de armas, especialmente en Italia, Cádiz, La Coruña y Portugal. Estuvo prisionero en Inglaterra durante varios meses. 
En 1667 fue nombrado alcalde mayor de Chiapas, cargo que asumió en 1668 y que ejerció hasta 1673. Su juicio de residencia, concluido en junio de 1674, le fue muy favorable.  
Concluida la residencia se trasladó con su familia a Costa Rica, provincia de la cual su hermano mayor Juan Francisco Sáenz-Vázquez de Quintanilla y Sendín de Sotomayor era gobernador desde abril de 1674. El presidente de la Real Audiencia de Guatemala Fernando Francisco de Escobedo lo designó como maestre de campo de Costa Rica, pero falleció poco después. Su esposa pasó sus últimos años en recogimiento en el convento de Santa Catalina Mártiur en Santiago de Guatemala.
Murió en Cartago, Costa Rica, en diciembre de 1675.
- Datos: Q5660886